# Liaoningské provinční muzeum
Liaoningské provinční muzeum (čínsky v českém přepisu Liao-ning šeng po-wu-kuan, pchin-jinem Liáoníngshěng Bówùguǎn, znaky zjednodušené 辽宁省博物馆, tradiční 遼寧省博物館) je čínské muzeum historie a umění v obvodě Che-pching města Šen-jang, hlavním městě provincie Liao-ning.
Vzniklo roku 1949 jako Severovýchodní muzeum, které navázalo na šenjangské Národní muzeum založené roku 1935 a roku 1938 přejmenované na Fengjanskou pobočku Ústředního národního muzea. Roku 1959 bylo přejmenováno na Liaoningské provinční muzeum. Roku 2003 se přemístilo do nového areálu.
Ve sbírkách muzea se nachází na 57 tisíc exponátů z období od paleolitu po 21. století. Významnou částí sbírek jsou malby a kaligrafie z tchangského, sungského a jüanského období, včetně děl Wang Si-č’a, Čou Fanga, Ou-jang Süna, Čang Süa, Tung Jüana a Li Kung-lia. Unikátní je kolekce barevné keramiky z říše Liao (916–1125).